# Евстигнеева, Рима Порфирьевна
Рима Порфирьевна Евстигнеева (1925—2003) — советский химик-органик и педагог, член-корреспондент АН СССР (1976), лауреат премии имени Ю. А. Овчинникова (2000).

## Биография
Родилась в городе Егорьевске в семье рабочего Порфирия Осиповича и домохозяйки Александры Архиповны. После окончания школы недолгое время проработала на обувной фабрике в родном городе.
Окончила Московский институт тонкой химической технологии в 1947 году. В МИТХТ начала работать в 1950 году.
В 1965 году получила звание профессора.
В 1969 году возглавила кафедру «Химия и технология тонких органических соединений», сменив на этом посту ушедшего из жизни профессора Н. А. Преображенского. В 1976 году её избрали членом-корреспондентом АН СССР.
Рима Порфирьевна способствовала развитию научного сотрудничества возглавляемой ею кафедры с академическими и отраслевыми институтами. При её активном участии была организована отраслевая лаборатория ВНИВИ, что позволило существенно активизировать работы по внедрению в промышленность разработок кафедры. Были созданы новые технологии производства витамина E, впервые в Советском Союзе налажено производство витамина K3. Усилиями Р. П. Евстигнеевой и сотрудников кафедры были созданы и внедрены технологии получения новых лекарственных препаратов: арахидена и биополиена, используемых для лечения ожогов, разработан микробиологический синтез арахидоновой кислоты, применяемой в сельском хозяйстве как эффективная добавка к гербицидам, уменьшающим их угнетающее воздействие на культурные растения.
Р. П. Евстигнеева — автор и соавтор более 1000 публикаций, в том числе 150 авторских свидетельств, 3 учебников и 3 монографий. Ею подготовлено 99 кандидатов химических наук и 5 докторов наук.
Похоронена в Москве на Востряковском кладбище.

## Научная деятельность
Научные работы Р. П. Евстигнеевой относятся к химии природных соединений. Она выделила, установила строение и синтезировала многие природные физиологически активные соединения, изучила зависимость между их структурой и биологической функцией. Синтезировала ряд алкалоидов изохинолинового и индольного рядов. Рассчитала электронную структуру природных порфиринов и установила её корреляцию с физико-химическими свойствами этих соединений. Синтезировала природные порфирины и их металлические комплексы. Осуществила синтез гемпептидных и ретинилиденпептидных фрагментов природных хромопротеидов. Создала методы синтеза основных классов липидов и их структурных компонентов, входящих в состав головного и спинного мозга и клеточных мембран. Разработала технологию получения витаминов E и К1 и предшественников простагландинов.

## Награды
- Государственная премия СССР (1985)
- Орден «Знак Почёта»
- Премия имени Ю. А. Овчинникова (2000) — За цикл работ «Роль электронной системы порфиринов в их биологических функциях: Искусственный фотосинтез»